# Hans Leibelt
Hans August Hermann Leibelt (né le 11 mars 1885 à Volkmarsdorf, mort le 3 décembre 1974 à Munich) est un acteur allemand.

## Biographie
Ce fils d'un professeur apprend la vente de textile. Il prend des comédies à Leipzig. À partir de 1903, il joue sur les scènes d'Eisenach, du Leipziger Schauspielhaus, de Darmstadt et de Munich. Dans les années 1920, il vient à Berlin et intègre la Schauspielhaus.
En 1923, il tourne dans son premier film, Mysterien eines Frisiersalons et fait souvent des rôles de figuration. Il interprète, probablement à cause de sa corpulence, les pères, les oncles, les diplomates et les administrateurs.
Après la Seconde Guerre mondiale, on le voit au Deutsches Theater de Berlin ou au Renaissance-Theater. La perte de poids due à la guerre lui permet d'être le peintre Eckmann dans Irgendwo in Berlin. De nouveau en bonne santé, il est dans des films de divertissement. En 1970, il met fin à sa carrière, à l'âge de 85 ans.
Après la mort de sa femme, il vit en 1950 avec Hilli Wildenhain, une actrice fille de l'acteur Bernhard Wildenhain.

## Filmographie
- 1923 : Mysterien eines Frisiersalons de Bertolt Brecht et Erich Engel
- 1930 : L'Homme qui cherche son assassin
- 1931 : Le Capitaine de Köpenick
- 1933: Morgenrot
- 1934: Ein Mann will nach Deutschland
- 1934: Heinz im Mond
- 1935: Les Deux Rois
- 1935: Le Haut Commandement (Der höhere Befehl) de Gerhard Lamprecht
- 1936: Donner, Blitz und Sonnenschein
- 1936: Savoy-Hotel 217
- 1937: Cabrioles
- 1937: Meine Freundin Barbara
- 1938 : Pieux mensonge ou Mensonge de mère (Die fromme Lüge ) de Nunzio Malasomma
- 1938: La Danse sur le volcan (de)
- 1938: Mordsache Holm
- 1939: La Chair est faible (de)
- 1939: Der Stammbaum des Dr. Pistorius
- 1940: Les Rothschilds
- 1940: Friedrich Schiller - Le triomphe d'un génie
- 1940: Cora Terry (de)
- 1941: Carl Peters
- 1941: Der Gasmann
- 1941 : La Belle Diplomate (Frauen sind doch bessere Diplomaten) de Georg Jacoby
- 1941: Hauptsache glücklich
- 1941: Jenny Lind
- 1943: Titanic
- 1944: Die Zaubergeige
- 1944: Ce diable de garçon
- 1946: Irgendwo in Berlin
- 1946: L'Extravagant Millionnaire (Peter Voss, der Millionendieb) de Karl Anton
- 1947: Mariage dans l'ombre
- 1947: Razzia
- 1948: 1-2-3 Corona
- 1949: Ich mach dich glücklich
- 1950: Der Mann, der sich selber sucht
- 1950: Épilogue - Le mystère de l'Orplid
- 1950: Le Mensonge (Die Lüge) de Gustav Fröhlich
- 1951: Heidelberger Romanze
- 1952: Das kann jedem passieren
- 1952: Le Mystère de la vie (Haus des Lebens) de Karl Hartl
- 1953: Divorcée
- 1954: Bruder Martin
- 1955: Ma paisible vallée (Du mein stilles Tal) de Leonard Steckel
- 1955: Königswalzer
- 1955: San Salvatore
- 1955: La Mouche espagnole (Die spanische Fliege) de Carl Boese
- 1955: Lass die Sonne wieder scheinen
- 1956: Charleys Tante
- 1956: Mädchen mit schwachem Gedächtnis
- 1956: Wo war David Preston?
- 1956: Mélodie de la Forêt-Noire (Schwarzwaldmelodie) de Géza von Bolváry
- 1956: Heidemelodie
- 1957: Kleiner Mann – ganz groß
- 1957: Les Fredaines du capitaine (de)
- 1957: Gruß und Kuß vom Tegernsee
- 1957: Heiraten verboten
- 1957: Et la joie de vivre reviendra (Es wird alles wieder gut) de Géza von Bolváry
- 1957: Vater sein dagegen sehr
- 1957: Frühling in Berlin
- 1958: Der Pauker
- 1958 : Peter Foss, le voleur de millions (Peter Voss, der Millionendieb) de Wolfgang Becker
- 1958: Nous les enfants prodiges (Wir Wunderkinder) de Kurt Hoffmann
- 1959: Les Buddenbrook
- 1959: Der Haustyrann
- 1959: L'Homme-miracle (Ein Mann geht durch die Wand) de Ladislas Vajda
- 1959: Liebe auf krummen Beinen
- 1959: Alle Tage ist kein Sonntag
- 1960: La Peau d'un espion de Harald Braun
- 1960: Le Verre d'eau
- 1960: Fais ta valise Sherlock Holmes
- 1960: Mon ami d'école (Mein Schulfreund) de Robert Siodmak
- 1960: Der wahre Jakob
- 1961: Max, der Taschendieb
- 1961: Sixième Étage (de)
- 1961: Unerwartet verschied...
- 1962: Der 42. Himmel
- 1962: Bataille de polochons de Rolf Thiele
- 1965: Belles d'un soir de Rolf Thiele, Axel von Ambesser et Alfred Weidenmann
- 1966: Grieche sucht Griechin